# Les Rendez-vous du samedi
Pour plus de détails, voir Fiche technique et Distribution.
Les Rendez-vous du samedi est un film documentaire française réalisé par Antonin Peretjatko, sorti en 2021.

## Fiche technique
- Titre original : Les Rendez-vous du samedi
- Réalisation : Antonin Peretjatko
- Scénario : Antonin Peretjatko
- Mixage : Simon Apostolou
- Laboratoire : KAFARD films
- Sociétés de production : APSARA Films
- Soutient : Centre national du cinéma et de l'image animée
- Equipe de production : Victoire Boisson; Lucie Borleteau; Marine Arrighi de Casanova; Thibault Kolski; Isabelle Tillou
- Société de distribution : Shellac (entreprise)
- Pays de production :  France
- Langue originale : français
- Format : couleur — 16:9
- Genre : Film documentaire
- Durée : 53 minutes
- VISA : n°150 548
- Dates de sortie :
  - France : 1er avril 2021

## Distribution
- Alma Jodorowsky : domino
- Éléonore Rambaud
- Damien Bonnard
- Sophie Chasselat
- Damien Bonnard
- Charlotte Van Kemmel
- Maymouna

## Extraits de textes
- Jacques Prévert
- Jean Cocteau
- Philippe Soupault
- Louis Aragon
- Jean-René Huguenin
- Max Gallo
- Louis-Philippe de Ségur

## À noter
- Les Rendez vous du samedi, film témoignage sur le Mouvement des Gilets jaunes est un film qui interroge profondément et de manière aussi esthétique que poétique sur la réalité politique et démocratique ainsi que la visibilité médiatique du citoyen Français en 2018.